# Uileacu Tisei
Uileacu Tisei (în ucraineană Вилок, transliterat: Vîlok, în maghiară Tiszaújlak) este o așezare de tip urban din raionul Vînohradiv, regiunea Transcarpatia, Ucraina. În afara localității principale, nu cuprinde și alte sate.

## Demografie
Componența lingvistică a așezării de tip urban Uileacu Tisei
     Maghiară (81,47%)
     Ucraineană (16,83%)
     Rusă (1,32%)
     Alte limbi (0,24%)
Conform recensământului din 2001, majoritatea populației așezării de tip urban Uileacu Tisei era vorbitoare de maghiară (81,47%), existând în minoritate și vorbitori de ucraineană (16,83%) și rusă (1,32%).